# St. Nikolaikirche (Potsdam)
De St. Nikolaikirche is een evangelisch lutherse kerk aan de Alte Markt (Potsdam) , de hoofdstad van de Duitse deelstaat Brandenburg.
De basis van de kerk werd naar een classicistisch ontwerp van de architect Karl Friedrich Schinkel in de periode 1830 tot 1837 gerealiseerd. De koepel werd van 1843-1850 gebouwd onder leiding van Ludwig Persius en na 1845 door Friedrich August Stüler.
Na de vernietiging aan het einde van de Tweede Wereldoorlog en de wederopbouw is de kerk voor bezoekers dagelijks geopend. Naast dat er regelmatig kerkdiensten plaatsvinden, wordt het gebouw ook gebruikt voor concerten.